# 希伯來語復興
希伯來語復興是在19世紀末、20世紀初在歐洲和巴勒斯坦所進行的運動，目的是將該語言從僅在宗教儀式中使用，變成在以色列日常生活使用的口語和書面語。

## 歷史
艾利澤·本-耶胡達是立陶宛猶太人，1881年移民至巴勒斯坦，他被稱作是「希伯來語復興之父」，他對於這個復興運動的貢獻是充滿意識形態和象徵性的：他是第一個提出復興希伯來語這個概念的人，並在報紙上刊登關於這個理念的文章。他鍥而不懈地希望引起大眾注意這件事，但是他的主張引起了許多當地正統猶太教徒強烈反彈，他們認為希伯來語是神聖的語言，只能在宗教事務上使用，若是使用在日常生活中則是玷汙了這個語言；本-耶胡達後來甚至遭人告發而被監禁。本-耶胡達以自己家庭作實驗，他和他妻子和自己的小孩只說希伯來語，使得他們的小孩成為千餘年來第一位以希伯來語為母語的猶太人。他還和其他人一起創立希伯來語報紙哈哲維報（1884年），並成立希伯來語委員會（1890年），而後更編纂現代希伯來語字典，為原本只用於宗教的希伯來語發展出能夠在日常生活使用的字彙和文法。
雖然最後希伯來語的復興成功絕大部分並非是因為本-耶胡達在耶路撒冷的行動，但對於第一次和第二次回歸的猶太人有很大的影響，第一所希伯來語學校便是在那些屯墾區設立。希伯來語漸漸在當地人日常生活中復甦起來，本-耶胡達可說是為復興運動的開始立下基礎。
後來當地越來越多猶太人使用希伯來語，1922年巴勒斯坦成為英國的託管地後，便將希伯來語與英語、阿拉伯語一起列作官方語言。